# Пасіфік-Гроув (Каліфорнія)
Пасіфік-Гроув (англ. Pacific Grove) — місто (англ. city) в США, в окрузі Монтерей штату Каліфорнія. Населення — 15 090 осіб (2020).

## Географія
Пасіфік-Гроув розташований за координатами 36°37′21″ пн. ш. 121°55′33″ зх. д. / 36.62250° пн. ш. 121.92583° зх. д. (36.622408, -121.925877).  За даними Бюро перепису населення США в 2010 році місто мало площу 10,37 км², з яких 7,42 км² — суходіл та 2,95 км² — водойми.

## Демографія
Згідно з переписом 2010 року, у місті мешкала 15 041 особа в 7020 домогосподарствах у складі 3820 родин. Густота населення становила 1451 особа/км². Було 8169 помешкань (788/км²).
Расовий склад населення:
| - 84,5 % — білих - 5,8 % — азіатів - 1,3 % — чорних або афроамериканців - 0,5 % — корінних американців - 0,3 % — вихідців з тихоокеанських островів - 3,1 % — осіб інших рас |

До двох чи більше рас належало 4,4 %. Частка іспаномовних становила 10,7 % від усіх жителів.
За віковим діапазоном населення розподілялося таким чином: 16,5 % — особи молодші 18 років, 61,9 % — особи у віці 18—64 років, 21,6 % — особи у віці 65 років та старші. Медіана віку мешканця становила 48,1 року. На 100 осіб жіночої статі у місті припадало 85,2 чоловіків; на 100 жінок у віці від 18 років та старших — 81,1 чоловіків також старших 18 років.
Середній дохід на одне домашнє господарство становив 105 403 долари США (медіана — 79 740), а середній дохід на одну сім'ю — 129 589 доларів (медіана — 98 571). Медіана доходів становила 73 048 доларів для чоловіків та 55 461 долар для жінок. За межею бідності перебувало 7,6 % осіб, у тому числі 5,9 % дітей у віці до 18 років та 5,1 % осіб у віці 65 років та старших.
Цивільне працевлаштоване населення становило 7252 особи. Основні галузі зайнятості: освіта, охорона здоров'я та соціальна допомога — 28,3 %, мистецтво, розваги та відпочинок — 15,8 %, науковці, спеціалісти, менеджери — 14,2 %.

## Відомі люди

### Мешканці
- Френк Заппа — мешкав короткий час з батьками з 1952 року
- Джон Стейнбек — мешкав кілька років у будинку свого батька